# AlternativeFM
AlternativeFM ist ein privater Hörfunksender. Zu seinen bevorzugten Genres gehört Rockmusik. Er ging aus dem am 1. April 2009 gestarteten Programm die ROCKwelle hervor, die am 2. Mai 2012 durch AlternativeFM ersetzt wurde. Er übernahm auch dessen Sendeplatz im Kabelnetz der KabelBW.